# Lepa Brena
Lepa Brena (Tuzla, 20 de outubro de 1960) é uma cantora pop bósnia, muito famosa nos últimos anos da Iugoslávia unificada (1987-1991) e considerada uma precursora do gênero turbofolk.

## Discografia

### Álbuns
- 1981: Slatki Greh (PGP-RTB)
- 1982: Lepa Brena & Slatki Greh (PGP-RTB)
- 1983: Sitnije, Cile, sitnije/Hej najludje moje (PGP-RTB) [Single]
- 1984: Lepa Brena & Slatki Greh (PGP-RTB)
- 1984: Lepa Brena & Slatki Greh (PGP-RTB)
- 1985: Jedan dan života, Lepa Brena & Miroslav Ilić (PGP-RTB) [EP]
- 1986: Lepa Brena & Slatki Greh (PGP-RTB)
- 1986: Lepa Brena & Slatki Greh (PGP-RTB)
- 1987: Lepa Brena & Slatki Greh (Diskoton)
- 1989: Lepa Brena & Slatki Greh (Diskoton)
- 1990: Lepa Brena & Slatki Greh (Diskoton)
- 1991: Zaljubiška (PGP-RTB)
- 1994: Lepa Brena (ZaM)
- 1994: Lepa Brena (ZaM)
- 1996: Lepa Brena + Brena multimedia (ZaM)
- 2000: Lepa Brena & Slatki Greh (Grand Production)
- 2008: Udji slobodno... (Grand Production)

Obs.: Fora dos álbuns Zaljubiška e Udji slobodno... títulos inoficiais (levam o nome da primeira canção do álbum, lado A).

### Singles
- 1987: Posle devet godina - Lepa Brena & '"Alisa"
- 1995: Nisam ja mali  - Lepa Brena & Džej Ramadanovski

### Compilações
- 1995: Zlatni hitovi 1, 2, 3 (3 CD separados / PGP-RTS)
- 1995: Nezaboravni hitovi (para o mercado em Eslovénia / Tioli)
- 1998: Jedna je... Lepa Brena (para o mercado em Eslovénia / Tioli)
- 1999: Najveći hitovi 1, 2, 3, 4, 5 (5 CD separados / PGP-RTS)
- 2000: Lepa Brena (Rade Krstic)
- 2002: Lepa Brena 1, 2 (2 CD separados / PGP-RTS)
- 2003: Lepa Brena – The best of (CD duplo / Grand Production)